# Comtat de Torre Nueva de Foronda

Escut de Vitòria, municipi en el qual està integrada actualment la localitat de Foronda.

El Comtat de Torre Nueva de Foronda és un títol nobiliari espanyol creat el 20 de desembre de 1920 pel rei Alfons XIII a favor de Mariano de Foronda y González-Bravo, diputat a Corts, més tard II marquès de Foronda, II comte de Larrea.
La seva denominació fa referència, a més del cognom del primer titular, a la localitat de Foronda, província d'Àlaba, Espanya, actualment annexionat al municipi de Vitòria.

## Comtes de Torre Nueva de Foronda
|                         | Titular                                     | Període                 |
| Creació per Alfons XIII | Creació per Alfons XIII                     | Creació per Alfons XIII |
| ----------------------- | ------------------------------------------- | ----------------------- |
| I                       | Mariano de Foronda y González-Bravo         | 1920-1961               |
| II                      | Manuel de Foronda y Gómez                   | 1964-1969               |
| III                     | Manuel de Foronda y de Sentmenat            | 1973-2012               |
| IV                      | María Teresa de Foronda y Torres de Navarra | 2013-actual titular     |

## Història dels Comtes Torre Nova de Foronda
Mariano de Foronda y González-Bravo (f. en 1961), I comte de Torre Nueva de Foronda, II marquès de Foronda, II comte de Larrea.
1. Va casar amb María de les Mercedes Gómez y Uribarri. El va succeir, en 1964, el seu fill:

Manuel de Foronda y Gómez († en 1969), II comte de Torre Nueva de Foronda. El va succeir el fill del seu germà Luis de Foronda y Gómez III marquès de Foronda, que va casar amb María Josefa de Sentmenat y Mercader, per tant el seu nebot:
Manuel de Foronda y de Sentmenat (1932-2012), III comte de Torre Nueva de Foronda, IV marquès de Foronda.
1. Va casar amb María dels Dolores Torres de Navarra.
2. Va casar amb María Marta de Foronda i Huergo.
3. Va casar amb Margarita Acero Prats. El succeí del seu primer matrimoni, la seva filla:

María Teresa de Foronda y Torres de Navarra, IV comtessa de Torre Nueva de Foronda, V marquesa de Foronda.